# Естонський музей пожежної охорони
Естонський музей пожежної охорони заснований в 1974 році. В даний час в музеї експонується виставка про історію протипожежної служби Естонії в період з 1862 по 1940 роки.

## Історія будівлі

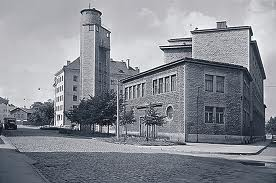
Будівля архітектора Герберта Йохансона. Фото 1939 року

Естонський музей пожежної охорони знаходиться в центрі Таллінна в будівлі (зведено в 1936-1939 роках), який спроектував архітектор Герберт Йохансон (1884-1964). Ця споруда одна з найбільш блискучих перлин Естонської архітектури. В комплекс будівлі входить також 32 метрова вежа для сушіння пожежних рукавів.

## Постійна експозиція
Унікальним предметом виставки є ручна помпа Братства Чорноголових, датована 1808 роком. Музей пропонує відвідувачам перегляд історичних фільмів на протипожежну тематику. Є велика колекція нагород та інших регалій, макет житлового будинку, в якому запалюються 27 різних лампочок, що вказують на причини виникнення пожежі. Крім того, повноцінні відомості про систему оповіщення у минулому столітті відвідувачі можуть отримати за допомогою аудіо-гіда на п'яти мовах. Також музей пропонує подивитися форму і захисний одяг пожежних, і символіку протипожежних організацій. За бажанням можливо ознайомитися сучасною рятувальною технікою.